# Zur Verteidigung der Nationalität

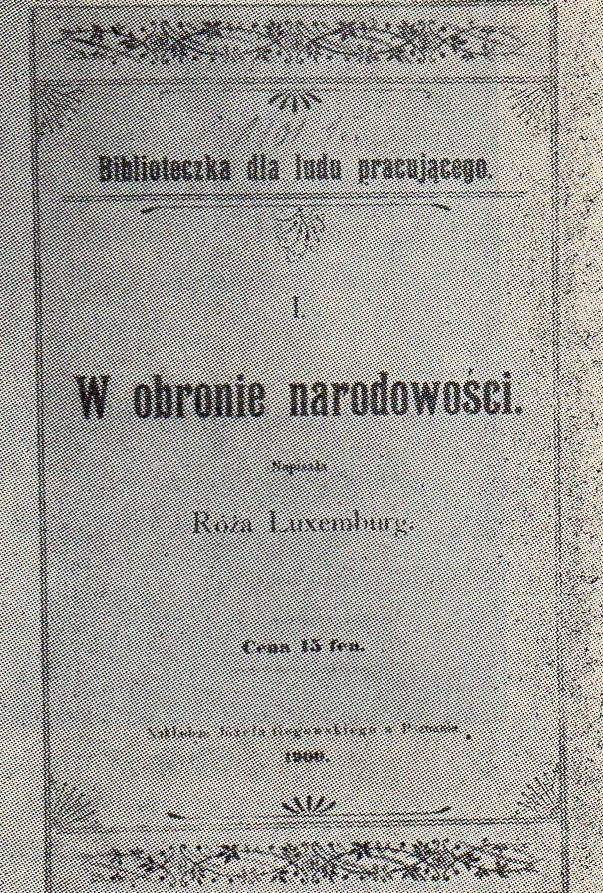
Titelblatt der Posener Ausgabe (Biblioteczka dla Ludu Pracującego, 1900)

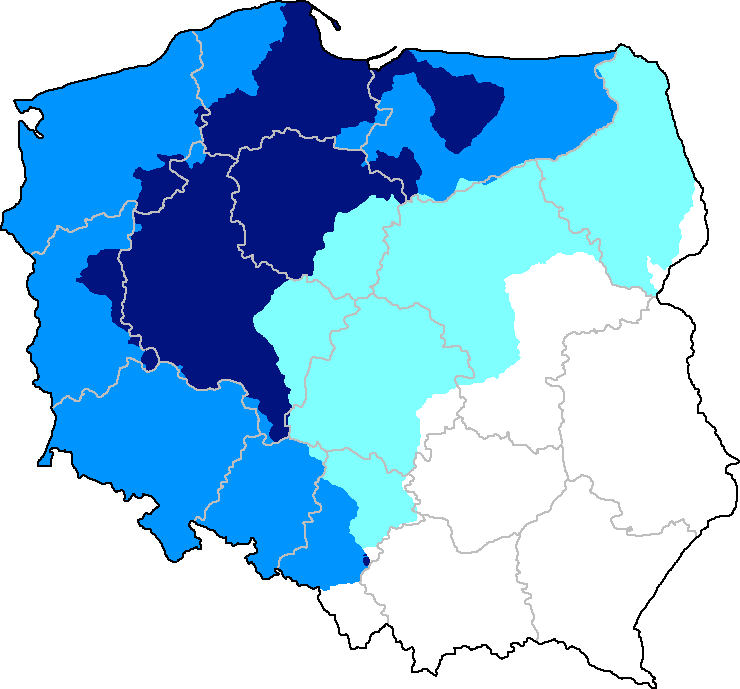
Das Preußische Teilungsgebiet (Zabór pruski) und das heutige Polen

Zur Verteidigung der Nationalität  (polnischer Originaltitel: W obronie narodowości) ist eine Schrift von Rosa Luxemburg (1871–1919), die im Jahr 1900 in der polnischsprachigen Reihe Biblioteczka dla Ludu Pracującego (etwa: Bibliothek des werktätigen Volkes) als Band 1 in Posen (Poznań) erschien. Die Schrift wurde durch den sich verschärfenden antipolnischen Kurs der Behörden des Preußischen Teilungsgebietes („Kulturkampf“) inspiriert.

## Historischer Hintergrund
Zuvor hatte Ende Juli 1900 das preußische Kultusministerium angeordnet, dass der Religionsunterricht in den Mittel- und Oberstufen der Elementarschulen in Posen nicht mehr in polnischer Sprache, wie zuvor praktiziert, sondern ausschließlich in deutscher Sprache stattfinden sollte. Bereits 1894 war ein Verein gegründet worden, der zunächst den Namen „Verein für die Förderung des Deutschtums in den Ostmarken“ trug, und 1899 als „Deutscher Ostmarkenverein“ bekannt wurde, auch als „Hakatistenverein“ aufgrund der Anfangsbuchstaben seiner Gründer Ferdinand von Hansemann, Hermann Kennemann und Heinrich von Tiedemann-Seeheim. Dieser Verein verfolgte eine rigorose politische und wirtschaftliche Unterdrückungspolitik gegenüber den polnischen Bewohnern der östlichen Provinzen des Deutschen Reiches und strebte darüber hinaus eine territoriale Expansion nach Osten an.

## Inhalt
Zwischen 1893 und 1900 wandte sich Luxemburg in verschiedenen Artikeln und Reden gegen die „Germanisierung“ des polnischen Lebens. Eines der Ereignisse, die sie zur Abfassung des Pamphlets veranlassten, war die erwähnte Entscheidung der preußischen Regierung, den polnischsprachigen Unterricht an den Schulen in Posen (Poznań) abzuschaffen.
Obwohl die Autorin die Notwendigkeit der Wiedererlangung der Unabhängigkeit Polens in Frage stellte und der Meinung war, dass die polnischen Gebiete aus wirtschaftlicher Sicht bei den Teilungsstaaten verbleiben sollten, trat sie dennoch für die volle Autonomie der kulturellen Entwicklung der Polen innerhalb dieser Staaten ein. In der Broschüre wies sie auf das Recht der Polen hin, ihre Sprache und Kultur zu pflegen, und vertrat gleichzeitig die Ansicht, dass die Schaffung von Antagonismen in dieser Hinsicht nicht im Interesse der deutschen Gesellschaft, sondern nur ihrer kapitalistischen Eliten sei, die nationalistische Konflikte für ihre politischen Ziele ausnutzten.
Ihre Schrift beginnt mit den Worten zum System der Entnationalisierung (System wynaradawiania):

„Na lud polski uczynionym został nowy zamach ze strony rządu pruskiego! Przez rozporządzenie ministra oświaty Studta wytępione zostają ostatnie resztki polskiego języka ze szkół miasta Poznania; jedyna dotychczas po polsku wykładana nauka religii będzie odtąd również po niemiecku nauczaną! Dzieci nasze, które w szkole pół dnia spędzają, nie mają przez ten czas słowa w swoim własnym języku narodowym, w języku ojców i matek usłyszeć. Wykształcenie, pokarm duchowy, który na całe życie w szkole w siebie wesać mają, będzie im dawany całkowicie w obcym niezrozumiałym dla nich języku!... Czy to nie są niesłychane stosunki? / Ein neuer Angriff der preußischen Regierung auf das polnische Volk ist erfolgt! Durch Erlaß des Unterrichtsministers Studt werden die letzten Reste der polnischen Sprache in den Schulen von Posen ausgerottet; der einzige [Unterricht, der] Religionsunterricht, der bisher in polnischer Sprache erteilt wurde, wird nunmehr auch in deutscher Sprache erteilt! Unsere Kinder, die den halben Tag in der Schule verbringen, werden kein einziges Wort in ihrer eigenen Landessprache, der Sprache ihrer Väter und Mütter, hören. Die Erziehung, die geistige Nahrung, die sie in der Schule für ihr ganzes Leben erhalten sollen, wird ihnen vollständig in einer fremden, für sie unverständlichen Sprache gegeben werden...! Sind das nicht unerhörte Verhältnisse?“

Die Veröffentlichung wurde im proletarischen Milieu intensiv verbreitet. Das Pamphlet führte dazu, dass Luxemburg wegen Volksverhetzung angeklagt wurde und sich vor Gericht verantworten musste.